# FPS Forssa
Le FPS Forssa (Forssan Palloseura) est un club de hockey sur glace de Forssa en Finlande.

## Historique
Le club est créé en 1931 .

## Palmarès
- Aucun titre.